# Вилиарих
Вилиарих (Вилиарик; лат. Wiliaric или Wiliaricus, гот. Wilja-reiks; умер в июле 589) — знатный византиец в правление императора Маврикия.

## Биография
Вилиарих известен из единственного раннесредневекового эпиграфического источника: его находящейся в римской базилике Святой Пракседы эпитафии. Её текст был выбит на каменной плите, первоначально находившейся на могиле Вилиариха. В эпитафии сообщается, что умерший был близким родственником (лат. nepus) военного магистра Тразариха. В ней также указана дата смерти Вилиариха: «d[ies] XXVI depositus m[ense] Iulio ind[ictione] VII // Mauricio Tiberio p[er]p[etuo] Aug[us]t[o] ann[o] VII p[ost] c[onsulatum] eiusd[em]» (то есть, июль 589 года).
Происхождение Вилиариха точно не установлено. Однако по ономастическим данным он, возможно, был остготом или представители этого народа были среди его ближайших предков. В этом случае Вилиарих входил в ту часть аристократии бывшего Остготского королевства, которая после Готских войн 535—554 годов перешла на службу к византийским императорам. Упоминаемый в эпитафии Тразарих был дедом или дядей Вилиариха и, скорее всего, находился в близком родстве с королём гепидов Тразарихом, из-за поражения в войне с остготами в 504—505 годах бежавшим из своих владений в Византию.
Анализируя текст эпитафии, современные нам историки пришли к выводу, что Вилиарих и Тразарих принадлежали к высшим кругам знати Византийской Италии. Ко времени своей смерти Вилиарих был одним из наиболее влиятельных представителей аристократии Рима. Захоронение Вилиариха в церкви, находившейся под окормлением пап римских, свидетельствует, что он, скорее всего, исповедовал никейское христианство.